# انجمن بین‌المللی دانش زمین‌شناسی
انجمن بین‌المللی دانش زمین‌شناسی (به انگلیسی: (International Union of Geological Sciences (IUGS)) یک سازمان غیردولتی بین‌المللی است که به همکاری بین‌المللی در زمینه‌های زمین‌شناسی اختصاص داده شده‌است. این انجمن در سال ۱۹۶۱ میلادی تأسیس شد و یکی از اعضای انجمن علمی شورای بین‌المللی علوم (ICSU) است که این انجمن IUGS را به عنوان بازوی هماهنگی بخش زمین‌شناسی خود برای سازمان بین‌المللی علوم می‌شناسد.
زمین شناسان از ۱۲۱ کشور (و گروه کشورها و مناطق) وابسته، هم‌اکنون در این انجمن از طریق سازمان ۱۲۱ نمایندگی گرد هم آمده‌اند. طیف گسترده‌ای از موضوعات علمی توسط کمیسیون‌های این انجمن، گروه ویژهٔ اجرایی آن (گروه ضربت)، بخش برنامه‌های مشترک، و بخش سازمانهای وابسته مورد بررسی قرار می‌گیرد. IUGS مطالعه مشکلات زمین‌شناسی را، به ویژه آن‌هایی را که از نظر جهانی مطرح اند ترویج، تشویق و با تسهیل همکاری‌های بین‌المللی و بین رشته‌ای، علوم زمین‌شناسی را پشتیبانی می‌کند.

دبیرخانه این انجمن در حال حاضر در آکادمی علوم زمین‌شناسی چین در پکن، چین واقع شده‌است.